# Guillaume Posthumus Meyjes
Guillaume Henri Marie (Hans) Posthumus Meyjes, né à Amsterdam le 2 mai 1927 et mort à Leyde le 24 juillet 2008, est un théologien et professeur de théologie néerlandais.

## Biographie
Guillaume Posthumus Meyjes appartient à une ancienne famille patricienne des Pays-Bas par son père, Paul Theodoor Posthumus Meyjes, haut fonctionnaire néerlandais. Sa mère, Daniella Henriette Delprat, est une descendante du pasteur wallon Guillaume Henri Marie Delprat (1791-1871). Il fait ses études secondaires à Utrecht, puis commence des études de droit, qu'il arrête au bout de deux ans pour s'orienter vers des études de théologie, à l'université d'Utrecht (1947-1951), puis de Leyde (1951-1954). Après avoir obtenu son master, il passe une année à l'université de Mayence, où il est chercheur à l'Institut für Europäische Geschichte. Jan Nicolaas Bakhuizen van den Brink (nl) le prend comme assistant et il s'inscrit en thèse sous sa direction. Sa thèse, soutenue en 1963 sous l'intitulé « Jean Gerson, zijn kerkpolitiek en ecclesiologie » est récompensée en 1965 par le prix Mallinckrodt, qui consacre la meilleure thèse soutenue aux Pays-Bas dans une université d'État sur une période de dix ans. Il la publie en anglais en 1999 sous le titre Jean Gerson, Apostle of Unity: his Church Politics and Ecclesiology.
Guillaume Posthumus Meyjes est consacré pasteur de l'Église réformée néerlandaise, l'année de sa soutenance, et il enseigne à l'école de théologie de l’Église évangélique du Cameroun à Ndoungue, de 1963 à 1966.
En 1966, il est nommé professeur d'histoire du christianisme et de la réforme protestante, à l'université de Leyde, où il succède à Jan Nicolaas Bakhuizen van den Brink. Dans sa leçon inaugurale le 20 janvier 1967, il médite sur la controverse qui oppose Paul et Pierre, telle qu'elle se manifeste dans l'Épître aux Galates, 2:11. Il s'intéresse principalement à l'histoire de l'Église de la fin du Moyen Âge et des XVIe et XVIIe siècles. Il étudie notamment les conflits entre la hiérarchie catholique et les théologiens, thèmes auxquels il consacre deux articles, « Iconografie en primaat. Petrus en Paulus op het pauselijk zegel » (1968) et « Het gezag van de theologische doctor in de kerk der middeleeuwen—Gratianus, Augustinus Triumphus, Ockam en Gerson» (1984). 
Il s'intéresse particulièrement aux auteurs « irénistes », notamment Georges Cassander, Jean Hotman,
et Hugo Grotius, qui prônent la réconciliation entre les différents courants chrétiens, anglican, catholique ou protestant, en privilégiant les « necessaria », c'est-à-dire les éléments fondamentaux de la théologie chrétienne. Les irénistes n'étaient pas théologiens, mais juristes, intellectuels ou diplomates, intéressés par les questions théologiques mais pas par les controverses, et proches de la république des Lettres.
Il est surtout connu pour la découverte, en 1984 d'un manuscrit inédit d'Hugo Grotius, Meletius, dont il publie l'édition scientifique en 1988, grâce à un congé durant lequel il bénéficie d'une bourse d'études Fulbright fellowship. 
Guillaume Posthumus Meyjes est aussi un historien des Églises wallonnes néerlandaises. Il publie l'histoire du Collège wallon de Leyde, séminaire où étaient formés les pasteurs au XVIIe siècle. Il fait l'édition scientifique, avec Hans Bots, du Livre des Actes, recueil confidentiel des minutes de l'Église wallonne néerlandaise au XVIIe siècle.
Il est professeur émérite en 1992, et meurt à Leyde, en 2008.

## Responsabilités institutionnelles
Il a été doyen de la faculté de théologie de Leyde, trésorier de la Commission internationale d’histoire ecclésiastique comparée (CIHEC), 
rédacteur en chef de 1979 à 1989, de la revue Nederlands Archief voor Kerkgeschiedenis, ancien nom de l'actuelle revue Church History and Religious Culture.
Il est nommé membre associé du comité de la Société de l'histoire du protestantisme français (1980).

## Distinctions
- 1988 : membre de l'Académie royale néerlandaise des arts et des sciences
- 1991 : doctorat honoris causa, université de Genève
- 1992 : chevalier de l'ordre du Lion néerlandais

## Publications
- avec Th. H. Lunsingh Scheurleer (éds), Leiden University in the Seventeenth Century. An Exchange of Learning (Leiden, 1975),  (ISBN 9004042679).
- Jean Gerson et l’assemblée de Vincennes - E.J. Brill - 1978  (ISBN 90-0405740-4)
- avec Christiane Berkvens-Stevelinck & Jonathan I. Israel (dir.), The Emergence of Tolerance in the Dutch Republic, Leyde, Brill, 1997  (ISBN 9004107681)
- Geschiedenis van het Waalse College te Leiden 1606-1699, Leyde, Brill, 1975  (ISBN 978-9004066694).
- avec Hans Bots (éd.), Livre des actes des Églises wallonnes aux Pays-Bas 1601-1697, (coll. Johanna Roelevink), Instituut vor Nederlandse Geschiedenis, La Haye, 2005 [lire en ligne]
- Jean Hotman's English Connection, Mededelingen van de Koninklijke Nederlandse Akademie van Wetenschappen. Afdeling Letterkunde, Nieuwe Serie 53, n°5, 1990, 62 p.  (ISBN 0-444-85719-2)